# Harry Forsblom
Harry Hjalmar Forsblom, född 2 november 1943 i Jyväskylä, död 3 december 2016 i Helsingfors, var en finländsk författare.
Forsblom representerar postmodernismen i finsk prosa och av hans verk kan nämnas samhällssatiren Aurinkolinna (1980), satiren Kun legendasta tulee tosi (1984), Ristilukki ja kumppanit (1991) samt trilogin Rakkaus/Helvetti (1996), i vilken infernot från Dante Alighieris Divina Commedia flyttas in i nuet, och romanen Sorayan Kiirastuli (2006). Han skrev även diktsamlingar. År 2001 kom avhandlingen Concepts of Postmodernism.